# لينارت ستيكلنبرغ
لينارت ستيكلنبرغ (بالهولندية: Lennart Stekelenburg)‏ (مواليد 22 أكتوبر 1986) هو سبّاح هولندي، مثّل بلاده في الألعاب الأولمبية الصيفية 2012.

## روابط خارجية
لينارت ستيكلنبرغ على موقع الاتحاد الدولي للسباحة (الإنجليزية)
- لينارت ستيكلنبرغ على موقع SwimRankings.net (الإنجليزية)
- لينارت ستيكلنبرغ على موقع أوليمبيديا (الإنجليزية)